# 開道順孝
開道順孝は、日本のフォトフィニッシャー。フォトギャラリー チャンピオン御徒町店オーナー。東京フォトグループ外部ディレクター。